# Белькоден
Белькоден (фр. Belcodène) — коммуна на юго-востоке Франции в регионе Прованс — Альпы — Лазурный Берег, департамент Буш-дю-Рон, округ Марсель, кантон Аллош.
Площадь коммуны — 12,97 км², население — 1697 человек (2006) с выраженной тенденцией к росту: 1849 человек (2012), плотность населения — 142,6 чел/км².

## Население
Население коммуны в 2011 году составляло 1824 человека, а в 2012 году — 1849 человек.
| 1962 | 1968 | 1975 | 1982 | 1990 | 1999 | 2006 | 2007 | 2011 | 2012 |
| ---- | ---- | ---- | ---- | ---- | ---- | ---- | ---- | ---- | ---- |
| 131  | 195  | 327  | 542  | 865  | 1436 | 1697 | 1731 | 1824 | 1849 |

Динамика населения:

## Экономика
В 2010 году из 1179 человек трудоспособного возраста (от 15 до 64 лет) 883 были экономически активными, 296 — неактивными (показатель активности 74,9 %, в 1999 году — 67,6 %). Из 883 активных трудоспособных жителей работали 806 человек (422 мужчины и 384 женщины), 77 числились безработными (43 мужчины и 34 женщины). Среди 296 трудоспособных неактивных граждан 102 были учениками либо студентами, 101 — пенсионерами, а ещё 93 — были неактивны в силу других причин.
На протяжении 2010 года в коммуне числилось 621 облагаемое налогом домохозяйство, в котором проживало 1763,5 человек. При этом медиана доходов составила 25 тысяч 972 евро на одного налогоплательщика.